# Comuna Kameana Hreblea, Skvîra
Kameana Hreblea (în ucraineană Кам`яна Гребля) este o comună în raionul Skvîra, regiunea Kiev, Ucraina, formată din satele Kameana Hreblea (reședința) și Zolotuha.

## Demografie
Componența lingvistică a comunei Kameana Hreblea
     Ucraineană (99,23%)
     Alte limbi (0,76%)
Conform recensământului din 2001, majoritatea populației comunei Kameana Hreblea era vorbitoare de ucraineană (99,23%), existând în minoritate și vorbitori de alte limbi.